# 博斯 (朗德省)
博斯（法語：Boos，法語發音：[bos]）是法国朗德省的一个旧市镇，属于达克斯区。2017年，博斯并入市镇里永德朗德。

## 地理
博斯（43°53'29"N, 0°59'38"W）面积15.81 平方千米，位于法国新阿基坦大区朗德省，该省份为法国西南部沿海省份，是法國本土面积第二大的省，北起吉倫特省，西临大西洋，南至大西洋比利牛斯省，东临热尔省，东北与洛特-加龍省接壤。
与博斯接壤的市镇（或旧市镇、城区）包括：拉吕克、莱斯戈尔、里永德朗德、塔莱。
博斯的时区为UTC+01:00、UTC+02:00（夏令时）。

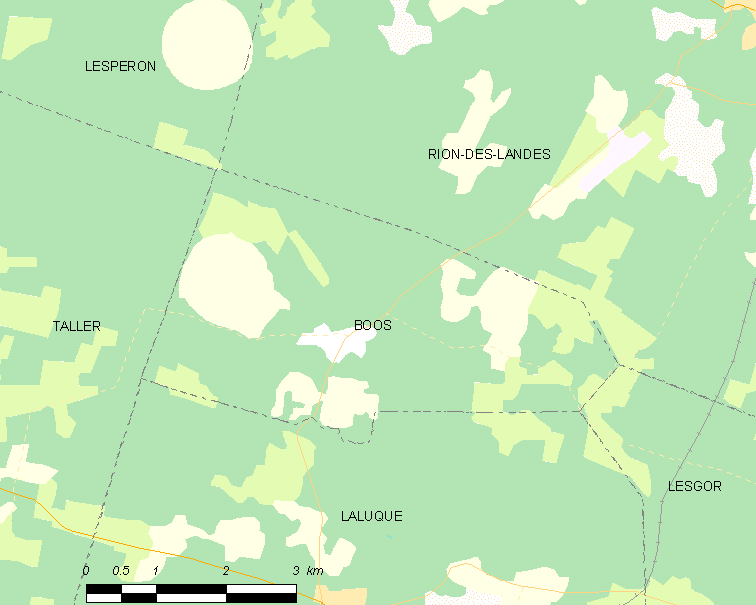
博斯的OSM定位图

## 行政
博斯的邮政编码为40370，INSEE市镇编码为40048。

## 政治
博斯所属的省级选区为莫尔桑克斯-塔尔塔斯地区县。

## 人口

1962-2008年间博斯人口变化图示

博斯于2018年1月1日时的人口数量为470人。